# Modra ptica (nagrada)
Modra ptica je nagrada, ki jo od leta 2012 podeljuje založniška skupina Mladinska knjiga za najboljšo še neobjavljeno izvirno književno delo po izboru strokovne komisije. Založba s podeljevanjem želi spodbujati nastajanje in izdajanje izvirnega slovenskega leposlovja.
Nagrada se podeljuje na podlagi javnega natečaja, vsakič za drugo literarno vrsto, ki jo v imenu skupine Mladinska knjiga določi strokovna komisija.
Nagrada znaša 10.000 € ter je najvišja denarna nagrada, ki jo avtorji lahko prejmejo za posamezen književni naslov v Sloveniji. Nagrajenec prejme tudi stilizirano podobo ptice, ki simbolizira zagon, ki ga knjige dajo ljudem. Od leta 2014 se nagrada podeljuje vsako drugo leto.

## Nagrajenci
| Leto | Avtor              | Naslov dela                       |
| ---- | ------------------ | --------------------------------- |
| 2012 | Stanka Hrastelj    | Igranje                           |
| 2013 | Vinko Möderndorfer | Kot v filmu                       |
| 2014 | Roman Rozina       | Županski kandidat Gams            |
| 2016 | Miha Mazzini       | Zvezde vabijo                     |
| 2018 | Mojca Širok        | Pogodba                           |
| 2020 | Simona Semenič     | Skrivno društvo KRVZ              |
| 2022 | Tina Vrščaj        | Na Klancu                         |
| 2024 | Andrej E. Skubic   | Lahko bi umrl na tem kavču z mano |

## Nominiranci
Strokovna komisija na podlagi prijavljenih del določi največ pet nominirancev, izmed katerih določi nagrajenca.

### 2012
| Nominiranci leta 2012  |                               |
| Avtor                  | Naslov dela                   |
| Stanka Hrastelj        | Igranje                       |
| Evald Flisar           | Dekle, ki bi raje bilo drugje |
| Nataša Konc Lorenzutti | Kava pri dišečem jasminu      |
| Vinko Möderndorfer     | Balzacov popek                |
| Zoran Šteinbauer       | Izgubljeni gozd               |

Razpisana literarna zvrst je bila »roman za odrasle«.
Strokovno komisijo so sestavljali: Nela Malečkar (predsednica), Zdravko Duša, Andrej Blatnik, Andrej Ilc in Andrej Koritnik.

### 2013
| Nominiranci leta 2013 |                        |
| Avtor                 | Naslov dela            |
| Tadej Golob           | Kam je izginila Brina? |
| Miha Mazzini          | Reševanje plavolask    |
| Vinko Möderndorfer    | Skoraj kot v filmu     |
| Cvetka Sokolov        | Kar ne ubije           |
| Irena Velikonja       | Taša                   |

Razpisana literarna zvrst je bila mladinski roman.
Strokovno komisijo so sestavljali: Alenka Veler (predsednica), Andrej Ilc, Zdravko Duša, Pavle Učakar in Bojan Švigelj. 

### 2014
| Nominiranci leta 2014 |                        |
| Avtor                 | Naslov dela            |
| Miha Mazzini          | Izbrisana              |
| Roman Rozina          | Županski kandidat Gams |
| Zoran Šteinbauer      | Ljubezenski vrtiljak   |
| Žiga Valetič          | Optimisti v nebesih    |

Razpisana literarna zvrst je bila »roman za odrasle«.
Strokovno komisijo so sestavljali: Zdravko Duša (predsednik), Andrej Ilc, Andrej Blatnik, Nela Malečkar in Bojan Švigelj. 

### 2016
| Nominiranci leta 2016 |                              |
| Avtor                 | Naslov dela                  |
| Neli Kodrič Filipić   | Povej mi po resnici          |
| Miha Mazzini          | Zvezde vabijo                |
| Suzana Tratnik        | Tombola v mestu              |
| Milan Petek Levokov   | Lov za templjarskim zakladom |

Razpisana literarna zvrst je bila mladinski roman.
Strokovno komisijo so sestavljali: Alenka Veler (predsednica), Zdravko Duša, Irena Matko Lukan, Darja Marinšek, Pavle Učakar in Bojan Švigelj.

### 2018
| Nominiranci leta 2018 |                       |
| Avtor                 | Naslov dela           |
| Veronika Simoniti     | Ivana pred morjem     |
| Mojca Širok           | Pogodba               |
| Suzana Tratnik        | Norhaus na vrhu hriba |

Razpisana literarna zvrst je bila »roman za odrasle«.
Strokovno komisijo so sestavljali: Nela Malečkar (predsednica), Aljoša Harlamov (namestnik predsednice), Andrej Blatnik, Bojan Švigelj, Matjaž Vračko in Tatjana Stojić (člani).

### 2020
| Nominiranci leta 2020   |                             |
| Avtor                   | Naslov dela                 |
| Manka Kremenšek Križman | Surura ali ime mi je Radost |
| Simona Semenič          | Skrivno društvo KRVZ        |
| Luna J. Šribar          | Grizolda in maček           |
| Davorka Štefanec        | Strašilka                   |
| Suzana Tratnik          | Ava                         |

Razpisana literarna zvrst je bil mladinski roman.
Strokovno komisijo so sestavljali: Alenka Veler, Aljoša Harlamov, Irena Matko Lukan, Katja Kovač, Tatjana Stojič in Bojan Švigelj.

### 2022
| Nominiranci leta 2022                |                |
| Avtor                                | Naslov dela    |
| Vanja Krajnc (nadimek, neznan avtor) | Evo me, tu sem |
| Manka Kremenšek Križman              | Staranje       |
| Tina Vrščaj                          | Na Klancu      |

Razpisana literarna zvrst je bila »roman za odrasle«.
Žirija: Aljoša Harlamov (predsednik), Nela Malečkar (namestnica predsednika), Andrej Ilc, Andrej Blatnik, predstavnici MKT Trgovine in sektorja Prodaja Katja Koleta in Tatjana Stojič.

### 2024
| Nominiranci leta 2024 |                                   |
| Avtor                 | Naslov dela                       |
| Irena Androjna        | Na križišču svetov                |
| Andrej E. Skubic      | Lahko bi umrl na tem kavču z mano |
| Nina Valič            | Prepoparki                        |

Razpisana literarna zvrst je bila »mladinski roman«.
Žirija: Alenka Veler (predsednica), Aljoša Harlamov (podpredsednik), Irena Matko Lukan, Alenka Kristan in glavna urednica Alenka Kepic Mohar.

### 2026
Mladinska knjiga je razpisala natečaj za nagrado modra ptica 2026; skrajni rok za oddajo besedila je 1. julij 2025. Razpisana literarna zvrst je bila »roman za odrasle«.
Žirija: Nela Malečkar (predsednica), Sašo Puljarević (podpredsednik), Andrej Blatnik, Alenka Kepic Mohar, Alenka Kristan, Darja Marinšek in Andreja Žnidaršič.